# Marc Maron
Marcus David Maron (n. 27 de septiembre de 1963) es un comediante, podcaster, escritor y actor estadounidense. 
En los años 1990 y 2000, Maron fue un invitado frecuente en el Late Show con David Letterman y apareció más de cuarenta veces en Late Night con Conan O'Brien, más que cualquier otro comediante. Fue el anfitrión del Teatro de Atención Corta de Comedy Central de 1993 a 1994, en reemplazo de Jon Stewart . También fue un invitado habitual en Tough Crowd con Colin Quinn y fue anfitrión de la versión estadounidense de 2002 de corta duración del programa de concursos británico Never Mind the Buzzcocks, en VH1. Fue un habitual en la cadena de radio de izquierda Air America de 2004 a 2009, presentando The Marc Maron Show y copresentando Morning Sedition y Breakroom Live. 
En septiembre de 2009, poco después de que se cancelara Breakroom Live, Maron comenzó a presentar dos veces por semana el podcast WTF con Marc Maron, donde entrevista a comediantes, autores, músicos y celebridades en su garaje en Highland Park, Los Ángeles, California. Los puntos destacados incluyen un episodio de 2010 con Louis C.K. que fue calificado como el episodio de podcast  #1 de todos los tiempos por la revista Slate, una entrevista de 2012 con el comediante Todd Glass en la que Glass reveló públicamente que era homosexual, y una entrevista de 2015 con el entonces presidente Barack Obama.
De 2013 a 2016, protagonizó su propia serie de comedia televisiva en la cadena CFI, Maron, en la cual también se desempeñó como productor ejecutivo y escritor ocasional. Desde 2017 y hasta 2019 coprotagonizó la serie de comedia de Netflix GLOW.
En 2019 recibió el Premio al Mejor actor en el Festival Internacional de Cine de Gijón por su interpretación en el largometraje Sword of Trust.

## Primeros años
Maron nació en Jersey City, Nueva Jersey, hijo del cirujano ortopédico Barry R. Maron y de Toby Maron.
Maron es de familia judía. Vivió en Wayne, Nueva Jersey, hasta los seis años. El padre de Maron se unió a la Fuerza Aérea de los Estados Unidos durante dos años para su residencia médica en Alaska, por lo que Maron y su familia se mudaron allí. Cuando su padre dejó la Fuerza Aérea, trasladó a su familia a Albuquerque, Nuevo México, y comenzó una práctica médica. Maron vivió en Albuquerque desde el tercer grado hasta la secundaria. Se graduó de la Highland High School.
En 1986, Maron se graduó de Universidad de Boston con una licenciatura en literatura inglesa.

## Carrera
Maron hizo su primera actuación en 1987, cuando tenía 24 años.
Maron comenzó su carrera de comedia en el grupo teatral The Comedy Store, en Los Ángeles, y se asoció con Sam Kinison. Más tarde se mudó a la ciudad de Nueva York y se convirtió en parte de la escena de comedia alternativa de Nueva York. Durante el verano de 1994, apareció varias veces los lunes por la noche en varios micrófonos abiertos, coordinado por Tracey Metzger, en la ubicación ahora cerrada de Greenwich Village del Boston Comedy Club. Audicionó sin éxito para la revisión del elenco de Saturday Night Live 1995 y sus atributos se pasaron por alto durante una reunión con el creador y productor de espectáculos Lorne Michaels.
Maron continuó siendo un artista de monólogos y también comenzó a aparecer en televisión; prestó su voz en episodios del show Dr. Katz, terapeuta profesional, y fue el anfitrión de Short Attention Span Theatre por un tiempo. También grabó especiales de media hora para HBO y Comedy Central Presents, así como exhibiciones de comedia como la recaudación de fondos de la Fundación Cam Neely, que también contó con artistas como Jon Stewart, Denis Leary y Steven Wright. Con frecuencia apareció en la serie de stand up alternativa en vivo que había organizado con Janeane Garofalo llamada Eating It, que utilizaba el bar de rock Luna Lounge en el Lower East Side de Nueva York como sede, desde la década de 1990 hasta que el edificio se demolió en 2005.     
Su único gran crédito cinematográfico durante años fue una pequeña parte acreditada como "promotor enojado" en la película de Cameron Crowe de 2000 Casi famosos, en la que se le ve pelear por primera vez con el personaje de Noah Taylor y luego gritar y perseguir a los personajes principales cuando se van en un autobús, y en ese momento él grita: "¡Cierra las puertas!", frase que ahora usa en la introducción de sus pódcast. También apareció en el Luna Lounge en el falso documental de 1997 ¿Who's the Caboose?, protagonizado por Sarah Silverman y Sam Seder.
Su primer espectáculo individual, el Síndrome de Jerusalén, tuvo una carrera extendida en Off-Broadway en 2000 y se lanzó en forma de libro en 2001. En 2009, comenzó a trabajar en otro espectáculo individual, Scorching The Earth. Según Maron (en Scorching The Earth), estos dos programas muestran su relación con su segunda esposa, la comediante Mishna Wolff, que terminó en un amargo divorcio.

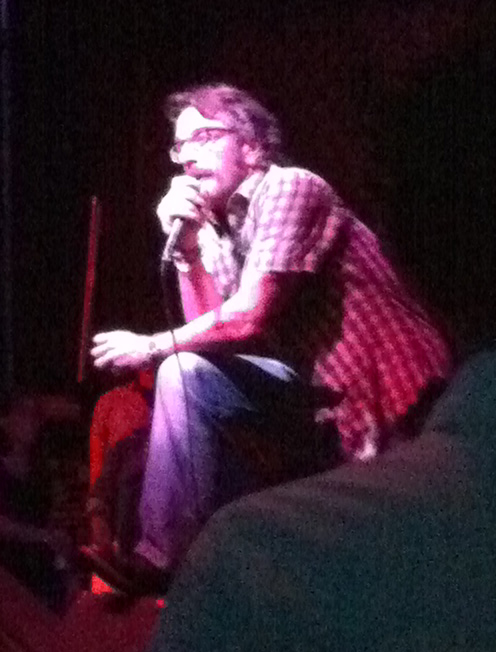
Maron actuando en 2010.

En mayo de 2008, realizó una gira con Eugene Mirman y Andy Kindler en Stand Uppity: Comedia que te hace sentir mejor contigo mismo y superior a los demás. En enero de 2009, una colaboración con Sam Seder que había comenzado en septiembre de 2007 como una transmisión de video semanal de una hora de duración se convirtió en Breakroom Live con Maron & Seder, producido por Air America. Hasta su cancelación en julio de 2009, el programa se transmitía en vivo los días laborables a las 3   P. M. de la costa este, con episodios archivados para su posterior visualización. En su encarnación final, el espectáculo fue bastante informal, y tuvo lugar en la sala de descanso de Air America Media, con las máquinas expendedoras de la cafetería justo fuera de la cámara. Esto significaba distracciones ocasionales cuando el personal y la gerencia de Air America por igual entraban ocasionalmente para comer y beber. Maron y Seder mantuvieron el corte en un "chat posterior al programa" en línea con los espectadores, en una continuación aún menos formal de cada transmisión por Internet, después de que los créditos hubieran llegado.

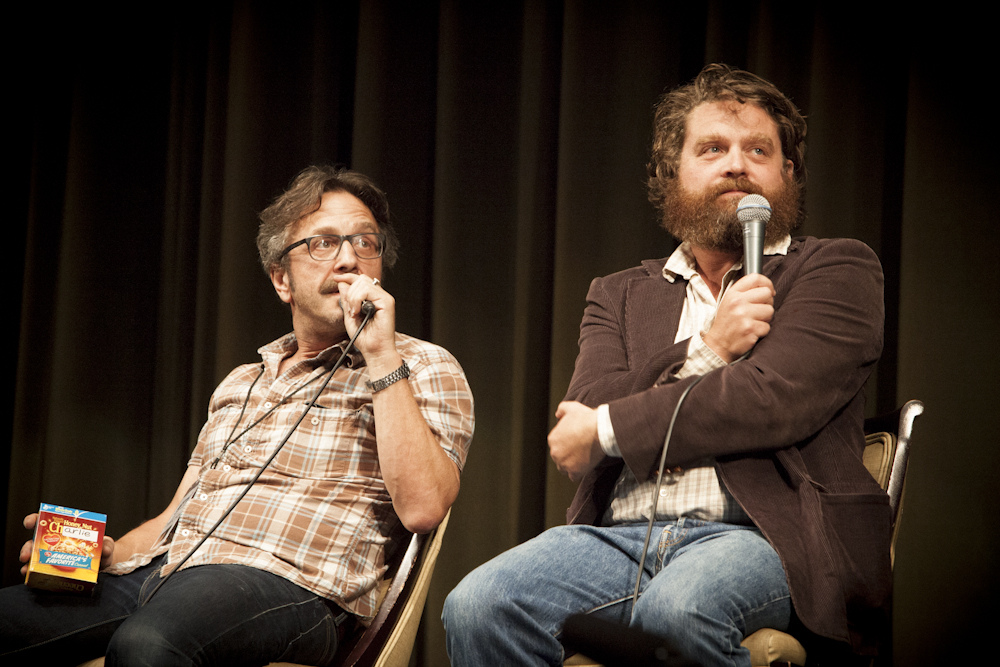
Marc Maron (izquierda) y Zach Galifianakis (derecha) participando en un pódcast de Doug Loves Movies en el Festival de Podcast de Los Ángeles en 2012.

El monólogo de Maron está marcado por su compromiso con la autorrevelación y el análisis cultural. Es particularmente conocido por la incesante exploración en el escenario de sus propias relaciones con familiares, novias y otros comediantes que ha conocido y se han hecho amigos de él durante sus muchos años en el negocio. En octubre de 2013, Maron lanzó su primer especial de una hora a través de Netflix, titulado Marc Maron: Thinky Pain. Maron seguiría esto con otro especial titulado Más tarde, que lanzó en diciembre de 2015, en el sitio web Epix.
En 2012, brindó la voz de Magnus Hammersmith en tres episodios de Metalocalypse. Maron ha hecho dos apariciones como invitado en el programa de Louis C.K. Louie, primero en el episodio de la tercera temporada "Ikea / Piano Lesson" y luego en el episodio de la cuarta temporada "Pamela: Parte 3".
Maron, una serie de televisión creada y protagonizada por Maron para una primera temporada de 10 episodios, se estrenó en la cadena IFC el 3 de mayo de 2013. El programa, vagamente autobiográfico, giraba en torno a la vida de Maron como un comediante sobrio que se ha divorciado dos veces y que hace un podcast de comedia en su garaje, pero que establece muchas diferencias entre la vida real de Maron y la versión de él en la televisión. 
Un especial de comedia, Marc Maron: Too Real, fue lanzado en Netflix el 5 de septiembre de 2017.
En agosto de 2018, se reveló que Maron desempeñaría un papel secundario en la película Joker, protagonizada por Joaquin Phoenix como el personaje principal, junto a Robert De Niro y Zazie Beetz. La película se estrenó en 2019. 

### Radio
Casi desde el primer día de las transmisiones de la cadena de radio liberal Air America en 2004, Maron fue coanfitrión de Morning Sedition, un programa de radio de tres horas en la madrugada con Mark Riley que se transmitía de lunes a viernes a partir de las 6 a las 9 hora del este. El programa fue único en la alineación de Air America por su gran dependencia de la comedia de sketchs en vivo y pre-producida, utilizando las habilidades de los escritores del programa, así como los presentadores. El formato era una sátira cercana a la izquierda de los típicos programas de radio matutinos "Buddy", que incluía personajes recurrentes, entrevistas y segmentos de llamadas de oyentes, y atrajo a una base de seguidores leales.     
Cuando en 2005 llegó a su fin, se supo que el contrato de Maron no se renovaría en su fecha de finalización del 1 de diciembre de 2005 debido a problemas con el entonces ejecutivo de Air America Danny Goldberg. Según los informes, Goldberg no "entendió" la comedia ni estuvo de acuerdo con el tono satírico y a menudo enojado establecido por Maron y otros escritores (Jim Earl y Kent Jones) para un programa matutino. El 28 de noviembre de 2005, se anunció oficialmente que el contrato de Maron no había sido renovado. Su última transmisión de Morning Sedition fue el 16 de diciembre de 2005, y el programa se suspendió poco después.     
El 28 de febrero de 2006, Maron comenzó a presentar un programa de radio nocturno con Jim Earl como compañero en KTLK Progressive Talk 1150AM en Los Ángeles llamado The Marc Maron Show, desde las 22:00 hasta la medianoche hora del Pacífico. El programa se retrasó con frecuencia (a veces durante más de una hora) debido al acuerdo contractual de KTLK para transmitir eventos deportivos locales que a menudo entraban en horas extras. El show de Marc Maron nunca fue sindicado a nivel nacional por Air America a pesar de las cláusulas contractuales reportadas que lo prometían. El programa se transmitió en línea en vivo, pero el programa no se publicitó y la existencia de la transmisión no fue bien promovida.     
El 5 de julio de ese año, se anunció que el episodio final del programa sería el 14 de julio. Unos días antes de esa fecha, Maron discutió sin rodeos su larga lucha con los ejecutivos de Air America Radio en directo. En 2008, Marc y Sam Seder ampliaron su colaboración previa en una transmisión por video semanal de una hora de duración (transmitida en el sitio web de The Sam Seder Show) en un programa diario (y "chat post-show") producido por Air America Media llamado Maron v. Seder El programa se convirtió en Breakroom Live con Maron & Seder a partir de 2009 y se pudo ver en el sitio web de Air America Media. El 15 de julio de 2009, después de menos de un año, Air America Media canceló Breakroom Live. Según los anfitriones del programa, la cancelación fue por razones financieras. Irónicamente, el día antes de la cancelación, el programa recibió la primera publicidad real cuando MaximumFun.org publicó su podcast de una entrevista con Maron en The Sound of Young America .     
En la transmisión final de Breakroom Live, Maron dijo que esa era la tercera vez desde 2005 que un ejecutivo de la cadena le había dicho que sus servicios no serían necesarios en el futuro inmediato. El coanfitrión Sam Seder señaló que este sería el final de su cuarto show en Air America desde el inicio de la problemática cadena.  

### Podcast:WTF con Marc Maron
El 1 de septiembre de 2009, Maron comenzó un podcast dos veces por semana llamado WTF con Marc Maron. Lanzado los lunes y jueves, el programa presenta entrevistas con otros comediantes, viejos amigos y conocidos. Maron y sus invitados tocan temas como las carreras de los entrevistados, experiencias pasadas compartidas e historias de su vida. El espectáculo se produjo originalmente después de horas en las oficinas de Air America, para las cuales Maron y su productor todavía tenían llaves. Alrededor del vigésimo episodio, Maron se mudó temporalmente a Los Ángeles antes de anunciar que la mudanza sería permanente. WTF está actualmente grabado en su garaje, con la mayoría de los invitados reuniéndose con él allí, aunque tiene una configuración móvil para hablar con los invitados. WTF ha alcanzado el No. 1 en la sección de comedia de iTunes en numerosas ocasiones. Aunque es un podcast gratuito, tiene varios patrocinadores rotativos y acepta donaciones. 
El 17 de mayo de 2011, se anunció que una versión de WTF con Marc Maron estaría disponible para transmisión no comercial a través de Public Radio Exchange. La oferta inicial fue de diez episodios editados de pódcast anteriores y fue diseñada, según el coproductor Jesse Thorn, "para capturar lo que hace especial a WTF y comunicarlo a personas que no son nerds de la comedia, o incluso necesariamente fanáticos de la comedia". Las estaciones iniciales incluyeron a WBEZ Chicago y el servicio Public Radio Remix en SiriusXM. El 6 de mayo de 2012, WTF con Marc Maron ganó el premio al "Mejor podcast de comedia" en los premios Comedy Central Comedy de 2012. El 14 de diciembre de 2014, la revista Slate declaró la entrevista de 2010 de Maron con Louis C.K. en WTF como el mejor episodio de podcast de todos los tiempos.

### Televisión
Como productor ejecutivo y estrella de Maron, apareció en los 51 episodios del programa de 2013 a 2016, retratando una versión ficticia de sí mismo. El show terminó en 2016 después de cuatro temporadas en IFC.
Además de su propio programa, Maron fue la voz del mapache Randl en 12 episodios del programa de Nickelodeon Harvey Beaks, entre 2015 y 2016. Apareció en dos episodios de la serie de Netflix Easy, en la primera y segunda temporada. Maron también apareció en dos episodios de Girls en la cuarta temporada, en 2015, interpretando al concejal de la ciudad de Nueva York Ed Duffield. También apareció en dos episodios de Louie, el programa de su viejo amigo Louis C.K., en 2012 y 2014. 
Entre 2017 y 2019, Maron coprotagonizó la comedia GLOW, de Netflix, por la cual fue nominado para múltiples premios. Regresó a su papel para la segunda temporada en julio de 2018.

### Música
En 2013, Maron contribuyó con un solo de guitarra a la canción de protesta y al sencillo benéfico "Party at the NSA" del dúo de música electropop Yacht. Inspirado por las revelaciones de vigilancia global de 2013, "Party at the NSA" critica el estado de los programas de vigilancia gubernamentales en los Estados Unidos. Las ganancias de la canción se destinaron al grupo internacional sin fines de lucro de de derechos digitales Electronic Frontier Foundation. Anteriormente, Maron había dicho que era fanático de esa banda.
En una entrevista con KCRW, Maron declaró: "No tengo idea de por qué me pidieron que tocara la guitarra en la pista. Solo soy bueno en una cosa en la guitarra. Simplemente sucede que era exactamente lo que necesitaban".
Las críticas para el solo fueron positivas. Aunque Melissa Locker, de IFC, dijo: "Marc Maron toca mal la guitarra". Espín ' Chris Martins llamó al solo de guitarra un 'shredfest' ("festival de shred"), así como 'angular'. The Stranger lo llamó "un solo de guitarra que deshilacha frecuencia que es mejor de lo que cabría esperar, aunque no pondrá celoso a J Mascis".

## Vida personal
Maron vivió en Astoria, Queens (en la ciudad de Nueva York), durante la década de 1990 y la mayor parte de la década de 2000, pero regresó a Los Ángeles en el otoño de 2009. Maron también habló abiertamente de su preocupación por los numerosos gatos callejeros que lleva a su casa. Esto lo llevó a referirse a su hogar, en el podcast WTF, como el "Rancho de los gatos". Maron vive en Highland Park, Los Ángeles, con sus tres gatos, Monkey, Buster y LaFonda. Después de que su gato Boomer desapareció, Maron comenzó a incorporar la frase "¡Boomer vive!" en varias partes del podcast. Tiene una nueva incorporación al "Rancho de gatos" con el nombre de Buster Kitten. 
Maron ha hablado abiertamente, tanto en sus monólogos como en su podcast, sobre su abuso del alcohol y las drogas durante la década de 1990. Ha estado sobrio desde el 9 de agosto de 1999.
Maron se ha casado dos veces, la primera vez con Kimberly Reiss y la segunda con Mishna Wolff, una ex comediante. Ambas relaciones han ocupado un lugar destacado en sus monólogos en varios momentos. Durante numerosas apariciones en el festival Edinburgh Fringe en 2007, Maron se refirió a su separación y divorcio reciente de Wolff. 
En el episodio del 14 de octubre de 2013 de su podcast, Maron anunció que había roto con su ex prometida, Jessica Sánchez.
En el episodio del 10 de febrero de 2014 de su podcast, Maron confirmó que estaba saliendo con Moon Zappa poco después de que ella hubiera sido invitada en el podcast. Sin embargo, en el episodio del 1 de mayo de 2014 de su podcast, Maron reveló que ya no estaba saliendo con Zappa.
En el episodio del 2 de marzo de 2015 de su podcast, Maron anunció que estaba saliendo con la artista Sarah Cain. En el episodio del 3 de junio de 2019 de su podcast, anunció que se habían separado.

## Obras o publicaciones
Libros
- Maron, Marc. The Jerusalem Syndrome: My Life As a Reluctant Messiah. Nueva York: Broadway Books, 2001. ISBN 978-0-7679-0810-8
- Maron, Marc. Attempting Normal. Nueva York: Spiegel & Grau, 2014. ISBN 978-0-812-98278-7
- Maron, Marc y McDonald, Brendan. Waiting for the Punch: Words to Live by from the WTF Podcast. Nueva York: Flatiron Books, 2017. ISBN 978-1-250-08888-8

Álbumes de comedia
- Maron, Marc. Not Sold Out. Minneapolis, Minnesota: Stand Up Records, 2002.
- Maron, Marc. Tickets Still Available. Richland, Minnesota: Stan Up Records, 2006.
- Maron, Marc. Final Engagement. Minneapolis, Minnesota: Stand Up Records, 2009.
- Maron, Marc. This Has to Be Funny. Nueva York: Comedy Central Records, 2011.
- Maron, Marc; Bangs, Lance; y Welch, Kathy. Thinky Pain. Burbank, California: New Wave Dynamics, 2013.
- Maron, Marc, Too Real. Minneapolis, MN:[47] 800 Pound Gorilla Records, 2018

Especiales de comedia
- Comedy Central Presents. Ciudad de Nueva York, Nueva York (1998)[48]
- Comedy Central Presents (2007)[49]
- HBO Comedy Half-Hour (1995)[50]
- Thinky Pain (2013)[51]
- More Later (2015)[52]
- Too Real (2017)[53]
- End Times Fun (2020)[54]

Podcasts
- WTF con Marc Maron

## Filmografía

### Cine
| Año  | Título                           | Rol   | Rol      | Rol       | Notas                         |
| Año  | Título                           | Actor | Escritor | Productor | Notas                         |
| ---- | -------------------------------- | ----- | -------- | --------- | ----------------------------- |
| 1993 | Caesar's Salad                   |       |          |           | Compositor                    |
| 1994 | D2: The Mighty Ducks             | Sí    |          |           | Rol: Valet (escena eliminada) |
| 1997 | Who's the Caboose?               | Sí    |          |           | Rol: Comediante               |
| 1999 | Los Enchiladas!                  | Sí    |          |           | Rol: Devin                    |
| 2000 | Almost Famous                    | Sí    |          |           | Rol: Promotor enojado         |
| 2002 | Stalker Guilt Syndrome           | Sí    |          |           | Rol: Marc                     |
| 2008 | A Bad Situationist               | Sí    |          |           | Rol: Mikel                    |
| 2012 | Sleepwalk with Me                | Sí    |          |           | Rol: Marc Mulheren            |
| 2012 | G. Redford Considers             | Sí    |          | Sí        | Rol: G. Redford (voz)         |
| 2012 | All Wifed Out                    | Sí    |          |           | Rol: Stan                     |
| 2013 | Bob Dylan: Like a Rolling Stone  | Sí    |          |           | Él mismo                      |
| 2013 | Marc Maron: Thinky Pain          |       | Sí       | Sí        | Especial de comedia; él mismo |
| 2015 | Flock of Dudes                   | Sí    |          |           | Rol: Richtman                 |
| 2015 | Frank and Cindy                  | Sí    |          |           | Rol: Gilbert                  |
| 2015 | Marc Maron: More Later           |       | Sí       | Sí        | Especial de comedia; él mismo |
| 2016 | Get a Job                        | Sí    |          |           | Rol: Gerente del hotel        |
| 2016 | Mike and Dave Need Wedding Dates | Sí    |          |           | Rol: Randy                    |
| 2017 | Marc Maron: Too Real             |       | Sí       | Sí        | Especial de comedia; él mismo |
| 2019 | Sword of Trust                   | Sí    |          |           | Rol: Mel                      |
| 2019 | Joker                            | Sí    |          |           | Rol: Gene                     |
| 2019 | Wonderland                       | Sí    |          |           |                               |
| 2022 | Los tipos malos                  | Sí    |          |           | Rol: Sr. Serpiente            |
| 2023 | Genie                            | Sí    |          |           | Rol: Lenny                    |
| 2024 | The Order                        | Sí    |          |           | Rol: Alan Berg                |
| 2025 | Los tipos malos 2                | Sí    |          |           | Rol: Sr. Serpiente            |

### Televisión
| Año       | Título                           | Rol   | Rol      | Rol       | Rol      | Notas                                                     |
| Año       | Título                           | Actor | Escritor | Productor | Director | Notas                                                     |
| --------- | -------------------------------- | ----- | -------- | --------- | -------- | --------------------------------------------------------- |
| 1993      | Short Attention Span Theater     |       |          |           |          | Anfitrión                                                 |
| 1996      | Dr. Katz, Professional Therapist | Sí    | Sí       |           |          | 2 episodios Rol: Marc (voz)                               |
| 2002      | Never Mind the Buzzcocks         |       |          |           |          | 5 episodios Anfitrión                                     |
| 2004      | Pilot Season                     | Sí    |          |           |          | 2 episodios Rol: Marc Victor                              |
| 2010–2011 | The Life & Times of Tim          | Sí    |          |           |          | 2 episodios Varios papeles (voz)                          |
| 2012      | Metalocalypse                    | Sí    |          |           |          | 3 episodios Rol: Magnus Hammersmith (voz)                 |
| 2012      | Adventure Time                   | Sí    |          |           |          | Episodio: "Up a Tree" Rol: Squirrel (voz)                 |
| 2012–2014 | Louie                            | Sí    |          |           |          | 2 episodios Él mismo                                      |
| 2013–2016 | Maron                            | Sí    | Sí       | Sí        | Sí       | 51 episodios Rol: Marc Maron                              |
| 2015      | Girls                            | Sí    |          |           |          | 2 episodios Rol: Ted Duffield                             |
| 2015–2016 | Harvey Beaks                     | Sí    |          |           |          | 14 episodios Rol: Randl (voz)                             |
| 2016      | Animals.                         | Sí    |          |           |          | Episodio: "Rats." Rol: Marc (voz)                         |
| 2016      | Roadies                          | Sí    |          |           |          | Episodio: "Longest Days" Él mismo                         |
| 2016–2019 | Easy                             | Sí    |          |           |          | 3 episodios Rol: Jacob                                    |
| 2017-2019 | GLOW                             | Sí    |          |           |          | 28 episodios Rol: Sam Sylvia                              |
| 2017      | Penn Zero: Part-Time Hero        | Sí    |          |           |          | 2 episodios Rol: Piv (voz)                                |
| 2019      | Los Simpson                      | Sí    |          |           |          | Episodio: "The Clown Stays in the Picture" Él mismo (voz) |

## Premios y nominaciones
| Año  | Premio                                   | Categoría                                                                                                | Trabajo nominado | Resultado |
| ---- | ---------------------------------------- | --- | ---------------- | --------- |
| 2018 | Premios de la Crítica Televisiva de 2018 | Mejor actor secundario en una serie de comedia                                                           | GLOW             | Nominado  |
| 2018 | Premios del Sindicato de Actores de 2018 | Premio del Sindicato de Actores al mejor actor de televisión en una comedia                              | GLOW             | Nominado  |
| 2018 | Premios del Sindicato de Actores de 2018 | Premio del Sindicato de Actores al mejor reparto de televisión en una comedia (compartido con el elenco) | GLOW             | Nominado  |
| 2019 | Premios del Sindicato de Actores de 2018 | Premio del Sindicato de Actores al mejor reparto de televisión en una comedia (compartido con el elenco) | GLOW             | Nominado  |